# Biuro Ochrony Rządu
Biuro Ochrony Rządu (kurz: BOR; deutsch „Regierungsschutzbüro“) war eine uniformierte und bewaffnete Sonderpolizeieinheit, die dem polnischen Innenministerium unterstand und mit dem Schutz von Regierungsmitgliedern, Regierungsobjekten und Regierungsanlagen beauftragt war. Die Behörde wurde mit Inkrafttreten eines neuen Gesetzes am 1. Februar 2018 aufgelöst und durch die SOP Formation ersetzt.

## Zuständigkeit

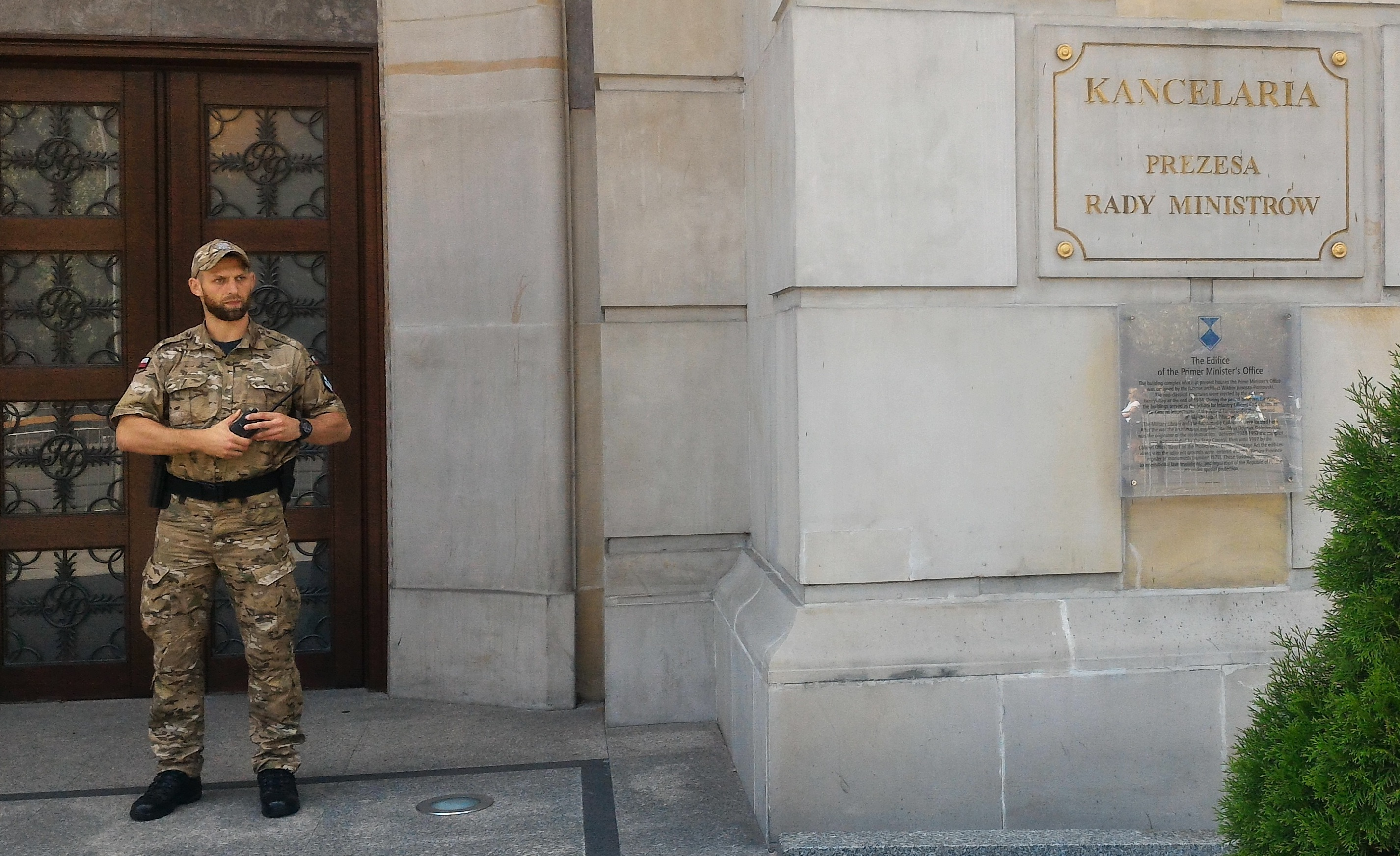
Angehöriger des Regierungsschutzbüros vor der Kanzlei des Ministerpräsidenten von Polen in Warschau

Zu den Schützlingen von BOR gehörten der Präsident der Republik Polen, beide Parlamentssprecher, der Ministerpräsident und sein Stellvertreter sowie der Innen- und der Außenminister. Des Weiteren garantierte BOR den Schutz von ehemaligen Staatspräsidenten, sich auf dem Gebiet der Republik Polen befindlichen ausländischen Delegationen und anderen für den Staat wichtigen schutzbedürftigen Personen. 
Neben dem Präsidentenpalast und den Anlagen, die dem Ministerpräsidenten, sowie der Außen- und Innenminister dienen, bewachte BOR sämtliche polnische Botschaften, Konsulate und Vertretungen bei internationalen Organisationen, wie etwa bei der UNO oder der NATO, die sich außerhalb des polnischen Territoriums befinden. 
Außerdem war BOR für die pyrotechnische Absicherung des Sejm, des polnischen Parlaments verantwortlich.

## Geschichte
Nach der Erlangung der Unabhängigkeit Polens und Gründung der Zweiten Polnischen Republik 1918 musste der Schutz der wichtigsten Personen im Land gewährleistet werden. Jedoch stellte sich die frisch aufgestellte Präsidentengarde bereits 1922 als äußerst ineffektiv heraus, als es dem Maler Eligiusz Niewiadomski gelang, auf den damaligen Präsidenten Gabriel Narutowicz ein Attentat zu verüben. Infolge dieses Misserfolgs der polnischen Sicherheitskräfte stellte am 12. Juni 1924 Innenminister Zygmunt Hübner eine Schutzbrigade zusammen, die dem Präsidenten der Polnischen Republik einen effektiven Schutz bieten konnte. Zusätzlich wurden neue Prozeduren und Methoden entwickelt, die den Schutz verbessern sollten.
Noch während des Zweiten Weltkrieges, am 22. August 1944, wurde die „Regierungsschutzabteilung“ einberufen, die die neue Regierung bewachen sollte. Die Änderungen der politischen Situation in Polen und im Innenministerium haben dazu geführt, dass im Dezember 1956 das Regierungsschutzbüro (BOR) ins Leben gerufen wurde, eine selbstständige Einheit, die erstmals direkt dem Innenminister untergeordnet wurde.